# Philoscia molisia
Philoscia molisia is een pissebed uit de familie Philosciidae. De wetenschappelijke naam van de soort is voor het eerst geldig gepubliceerd in 1933 door Karl Wilhelm Verhoeff.